# Wojciech Stattler
Wojciech Korneli Stattler (Cracovia, 20 aprile 1800 – Varsavia, 6 novembre 1875) è stato un pittore polacco di origini svizzere, esponente del Romanticismo polacco.
Iniziò la sua formazione artistica a Vienna, mentre all'età di 17 anni iniziò a frequentare l'Accademia nazionale di San Luca a Roma. Dal 1831 insegnò all'Accademia di belle arti di Cracovia. Nel 1850 tornò a Roma. Il suo allievo più famoso in Polonia fu senza dubbio Jan Matejko.

## Biografia
Stattler nacque a Cracovia cinque anni dopo la terza spartizione straniera della Polonia e la repressione della rivolta di Kościuszko da parte delle forze occupanti russe. Era figlio del consigliere comunale Joachim Stattler, deputato al Sejm di Cracovia. Stattler iniziò i suoi studi nel 1816, inizialmente nel campo della matematica e delle scienze naturali, poi, un anno dopo, si iscrisse alla classe di disegno dell'Accademia di belle arti e fece rapidi progressi nei seminari dei professori Antoni Brodowski, Józef Peszka e Franciszek Lampi. Tra il 1818 e il 1827 fu in Italia, dove proseguì i suoi studi artistici presso l'Accademia nazionale di San Luca a Roma, sotto l'apprendistato di Andrea Pozzi e, privatamente, di Vincenzo Camuccini e Bertel Thorvaldsen. Studiò anche, a partire dal 1822, presso l'Accademia di Vienna, dove ebbe come insegnante Antonio Canova. Nel periodo tra il 1819 e il 1825 ricevette alcune borse di studio statali.

## Carriera artistica

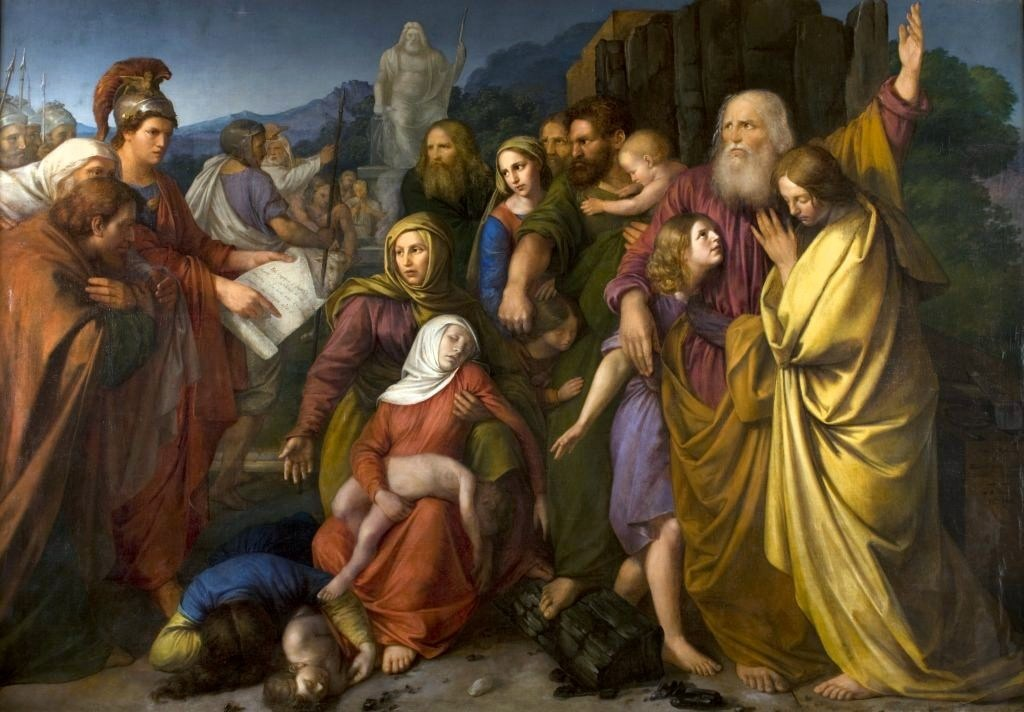
Maccabei (Machabeusze), 1830-1842, olio su tela, 262 x 371 cm

Al suo ritorno dall'estero, nel 1831, Stattler fu nominato professore dell'Accademia di belle arti di Cracovia. Poco prima, nel 1829, si trovava a Łańcut, nella tenuta del conte Aleksander Potocki, dove eseguì alcuni ritratti dei membri della famiglia di quest'ultimo, compresi i figli. Nel 1830 fu a Puławy, dove fece degli schizzi preparatori per il ritratto del principe Adam Czartoryski.
Stattler viaggiò spesso all'estero. Fu amico di Juliusz Słowacki, Aleksander Fredro, Antoni Odyniec e altri personaggi di spicco, tra cui Adam Mickiewicz, con il quale intrattenne anche una corrispondenza epistolare. Durante la sua permanenza a Vienna come ospite di Konstanty Czartoryski, Stattler conobbe Klementyna Zerboni di Colonna (ca. 1804-1897), chiamata anche Katarzyna Zerboni, una ragazza di origine italiana. I due si sposarono e lo stesso Mickiewicz partecipò al loro matrimonio, che ebbe luogo nel 1830 nella città natale della donna, ovvero Roma.
Stattler si trasferì in Francia nel 1843–1844, dove dipinse il quadro Maccabei (Machabeusze), vincitore della medaglia d'oro Louis Philippe al Salon di Parigi. Tale dipinto è attualmente esposto al Museo Nazionale di Cracovia.
Stattler fu professore dell'Accademia per 26 anni, fino al 1857. In seguito scrisse articoli sull'arte e l'educazione artistica, tra cui un libro di memorie (Pamiętnik), pubblicato decenni dopo, nel 1916, da Maciej Szukiewicz. Stattlers ebbe un figlio, Henryk, nato nel 1834. I suoi bisogni finanziari lo spinsero a lasciare Cracovia e a trasferirsi a Varsavia intorno al 1870; tuttavia, Stattler rifiutò l'offerta redditizia di dipingere 50 copie dello Zar di Russia Alessandro II. Nella vecchiaia dipinse quadri di carattere religioso. Morì a Varsavia nel 1875 e fu sepolto nel cimitero Powązki.

## Galleria d'immagini

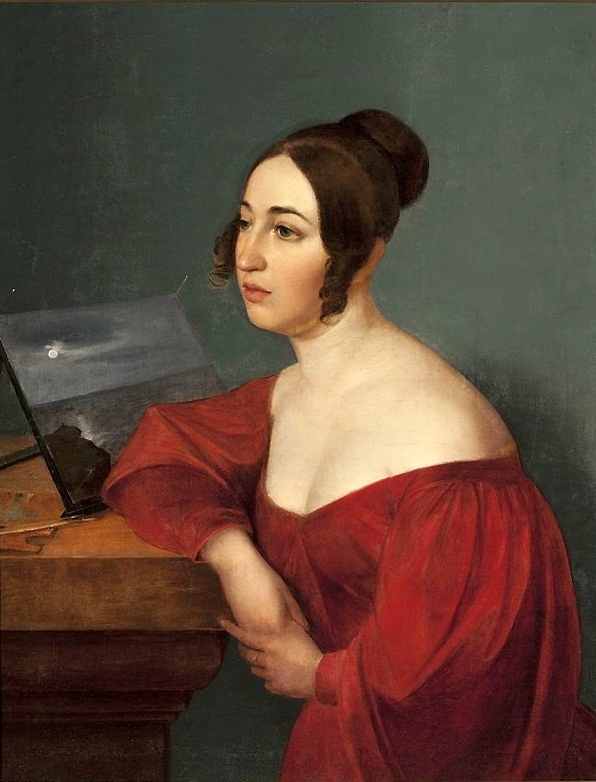
Hortensja Sobańska, 1836
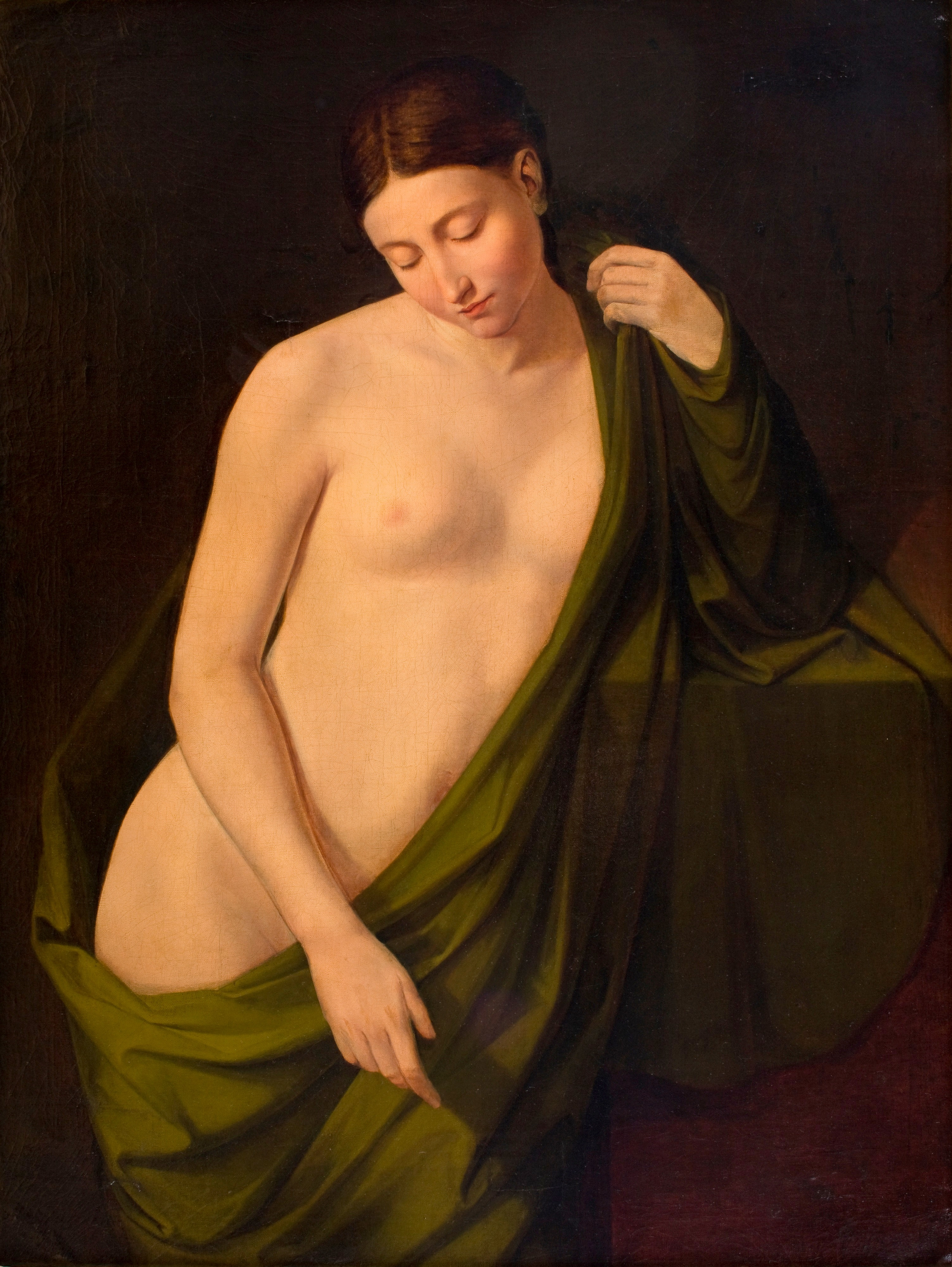
Studio di una donna nuda, 1830
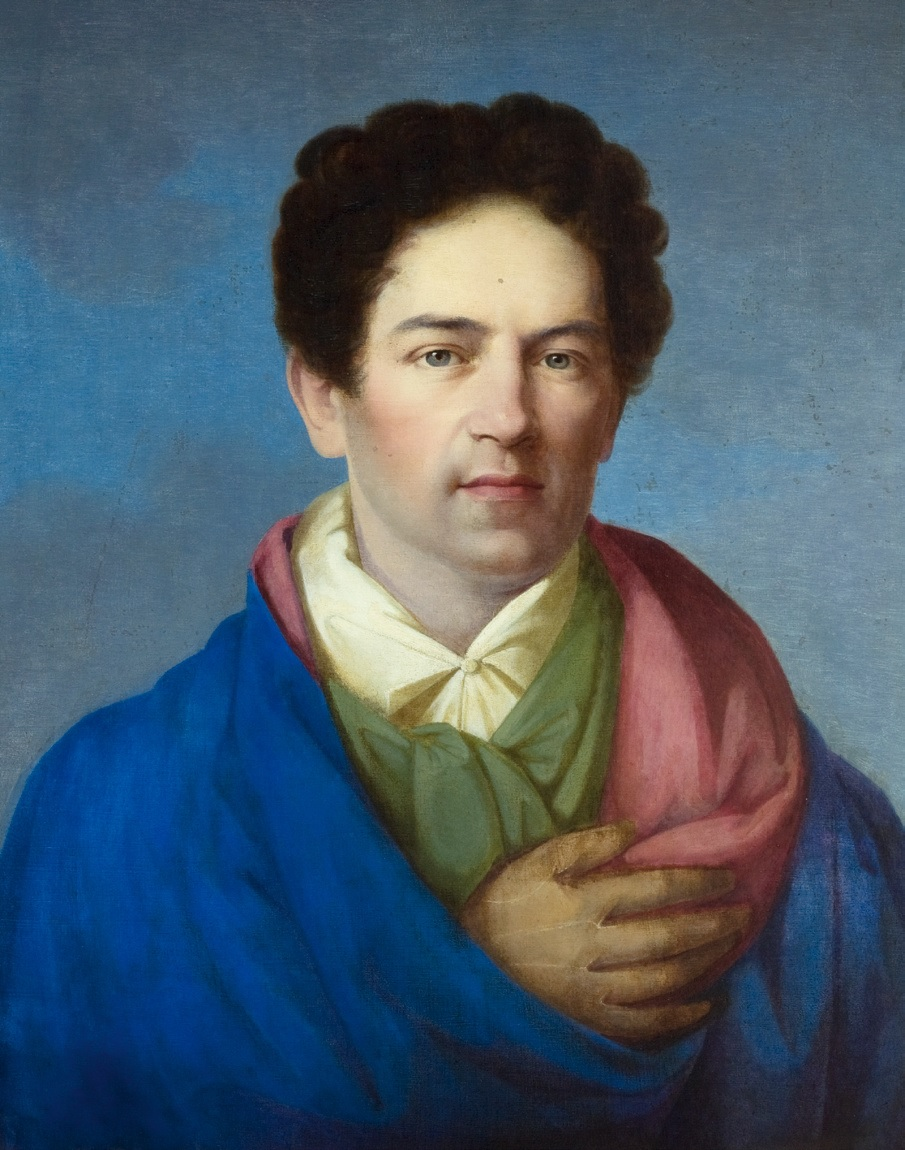
Karol Soczyński, 1824
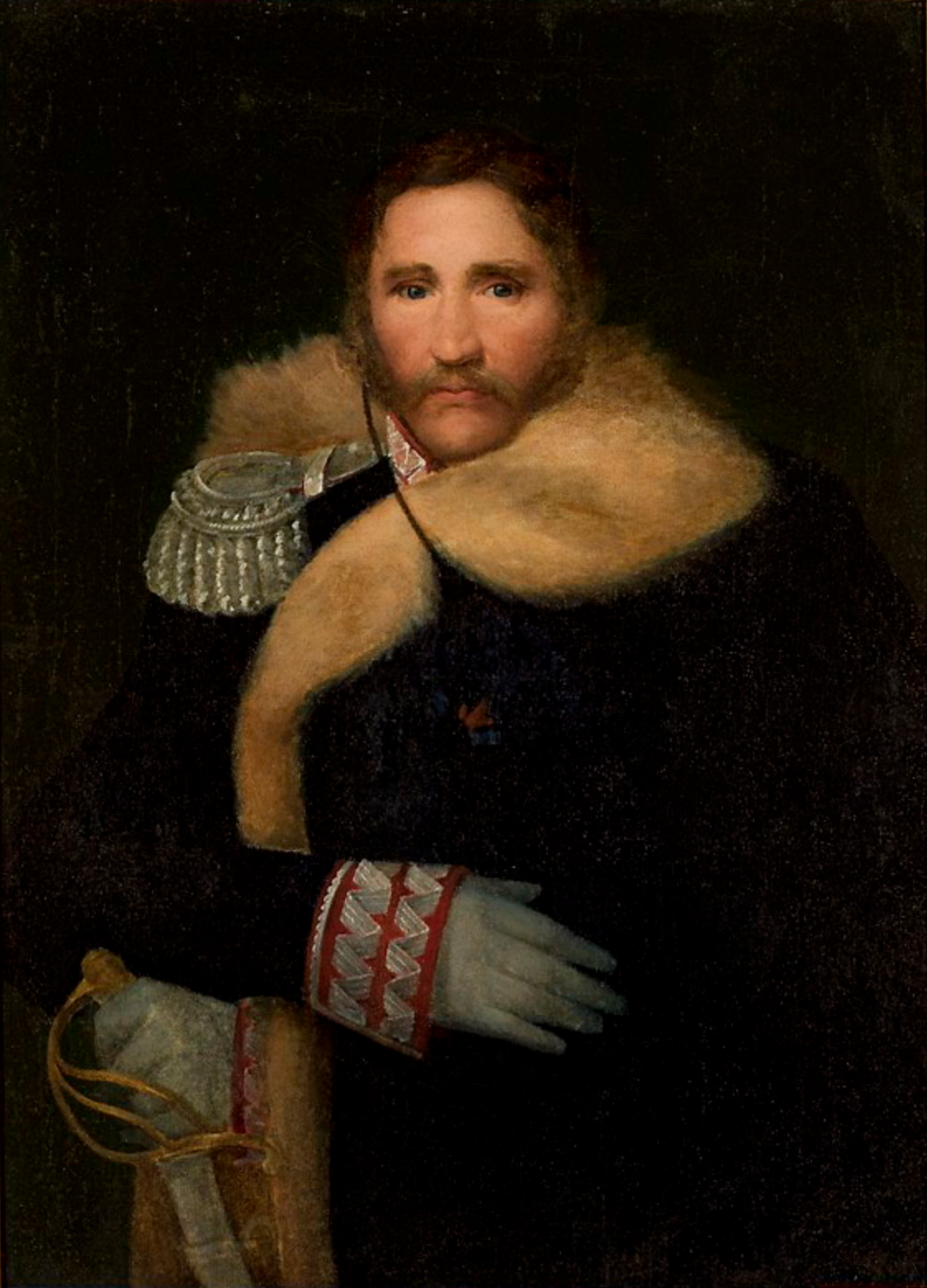
Henryk Dembiński, 1850